# ФАС (футбольный клуб)
«ФАС» (исп. Club Deportivo Futbolistas Asociados Santanecos, FAS) — сальвадорский футбольный клуб из города Санта-Ана. Выступает в Премьере Сальвадора, сильнейшем дивизионе Сальвадора. 

## История

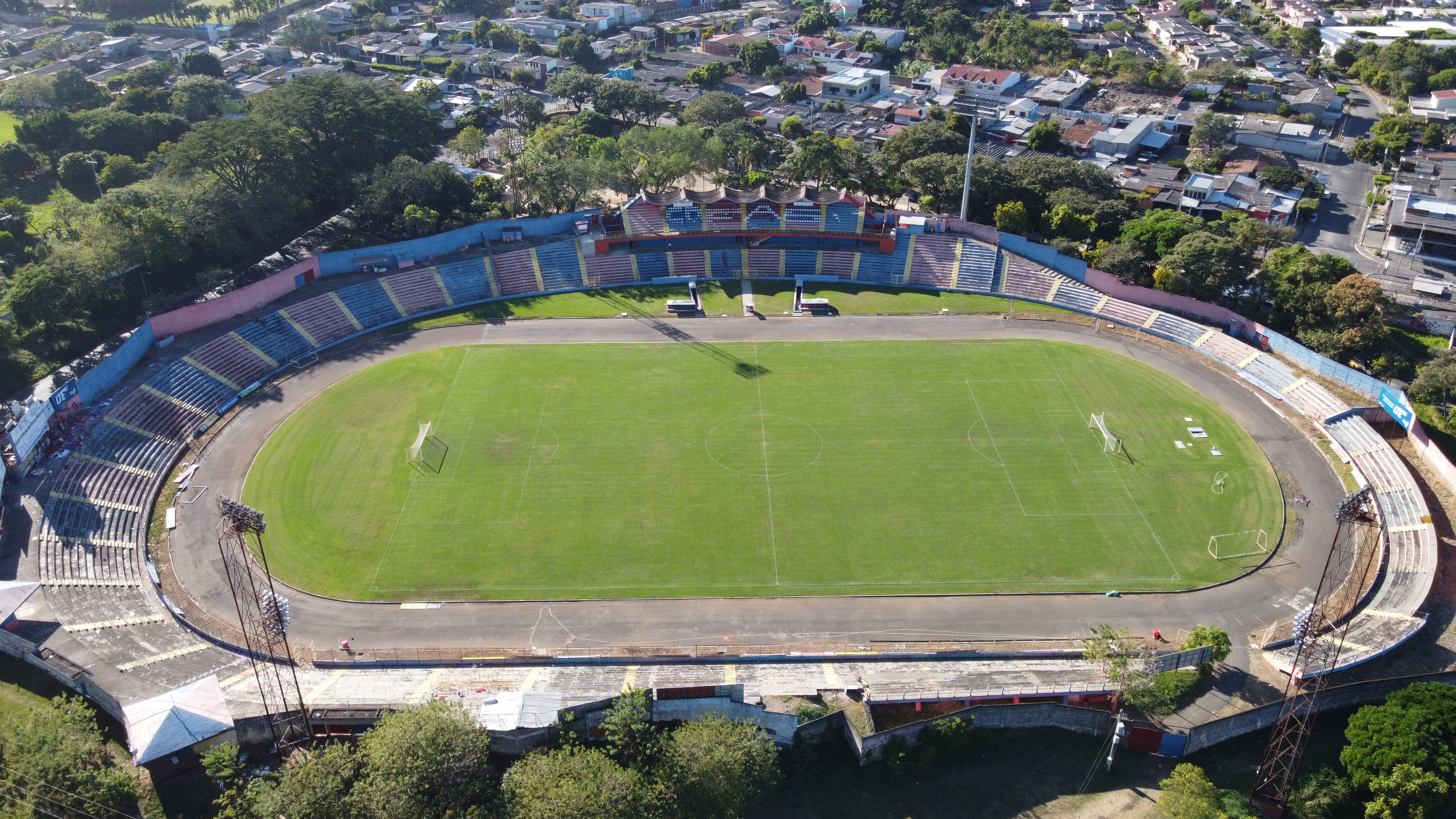
Эстадио Оскар Куитено

Клуб основан 16 февраля 1947 года, домашние матчи проводит на арене «Эстадио Оскар Куитено», вмещающей 15 000 зрителей. «ФАС» самый титулованный клуб Сальвадора, и один из наиболее титулованных клубов в КОНКАКАФ.

## Достижения
- Чемпионат Сальвадора по футболу:
  - Чемпион (18): 1951/52, 1953/54, 1957/58, 1961/62, 1962/63, 1977, 1978, 1981, 1984, 1994/95, 1995/96, Кл. 2002, Ап. 2002, Ап. 2003, Ап. 2004, Кл. 2005, Ап. 2009, Кл. 2021
  - Вице-чемпион (23): 1950/51, 1958/59, 1960/61, 1964/65, 1967/68, 1968/69, 1970, 1983, 1987/88, 1993/94, 1997/98, Кл. 1999, Кл. 2001, Кл. 2004, Кл. 2006, Ап. 2006, Ап. 2007, Кл. 2008, Кл. 2011, Кл. 2013, Ап. 2013, Ап. 2015, Ап. 2019

- Лига чемпионов КОНКАКАФ:
  - Чемпион (1): 1979
- Межамериканский кубок:
  - Финалист (1): 1980